# Elio Capradossi
Pour les articles homonymes, voir Elio (homonymie).
Elio Capradossi, né le 11 mars 1996 à Kampala en Ouganda, est un footballeur italien qui évolue au poste de défenseur central à l'AS Cittadella.

## Biographie
Elio Capradossi naît en Ouganda d'un père italien et d'une mère congolaise et déménage en Italie à l'âge de deux ans. Son père a dirigé le Rugby Rome pendant 8 ans au Stadio Tre Fontane, poussant même dans un premier temps son fils à jouer au rugby,,.

### En sélection nationale
Avec les moins de 17 ans italiens, il participe au championnat d'Europe des moins de 17 ans en 2013. Titulaire pendant tous les matchs, Capradossi joue un rôle central dans le parcours de l'Italie — marquant notamment deux buts décisifs — permettant aux siens d'accéder à la finale, où son équipe s'incline aux tirs au but, face à la Russie,. Il dispute ensuite quelques mois plus tard la Coupe du monde des moins de 17 ans organisée aux Émirats arabes unis. L'Italie s'arrête cette fois en huitièmes de finale, perdant face au Mexique.
Il est par la suite à trois reprises capitaine de la sélection des moins de 20 ans à l'occasion d'un tournoi contre la Pologne, la Suisse et l'Allemagne.
Il reçoit sa première sélection avec l'équipe d'Italie espoirs le 5 octobre 2017 lors d'un match contre la Hongrie, se terminant sur un score de 2-6 pour les Italiens,.

## Palmarès
Italie -17 ans
- Championnat d'Europe -17 ans :
  - Finaliste : 2013.